# Endymion (romanzo)
Endymion è un romanzo di fantascienza pubblicato nel 1995 dallo scrittore statunitense Dan Simmons. È il terzo capitolo della serie dei Canti di Hyperion (preceduto da La caduta di Hyperion e seguito da Il risveglio di Endymion). Il nome deriva, come per i libri precedenti della serie, da un omonimo poema di John Keats.

## Trama
Il romanzo riprende e sviluppa storie ed argomenti dei primi due capitoli del ciclo aggiungendo nuovi personaggi, fra i quali appunto il protagonista Raul Endymion, che costituisce l'io narrante di questo capitolo e del successivo.
La storia è presentata con la tecnica del flashback, ovvero come le memorie scritte dal protagonista condannato e rinchiuso in una prigione-asteroide orbitante, morto e vivo contemporaneamente come nel celebre Paradosso del gatto di Schrödinger.
La narrazione inizia con Endymion che, salvato dall'esecuzione da uno dei pellegrini di Hyperion, Martin Sileno, accetta di aiutarne la nipote adottiva Aenea a fuggire dalle legioni della Pax (le forze armate papali), pronte a imprigionarla all'uscita dalle Tombe del tempo: il Papa è infatti terrorizzato dai suoi presunti poteri messianici che potrebbero far crollare il potere della Chiesa. La bambina era sparita entrando 247 anni prima nella Sfinge, la medesima tomba in cui sparirono Sol Weintraub e sua figlia Rachel.
La vicenda si svolge 274 anni dopo la Caduta della rete dei teleporter di cui si parla ne La caduta di Hyperion, ossia nell'anno Domini 3127; Hyperion e altri pianeti sono sotto il potere di una chiesa cristiana che è riuscita ad ottenere l'immortalità per i suoi seguaci ed il metodo di controllare la risurrezione, insieme ai viaggi interplanetari, tramite il crucimorfo che, grazie al contributo fondamentale delle IA del TecnoNucleo (che sopravvissero alla Caduta dei teleporter), non rende più i resuscitati degli stupidi automi come lo erano i Bikura. I metodi di questa “chiesa dei cristiani rinati” e della corrispondente organizzazione militare (la Pax appunto) appaiono analoghi a quelli dei tempi dell'Inquisizione del medioevo terrestre. 
Le peripezie della fuga in zattera attraverso il fiume Teti della dodicenne Aenea (figlia di Brawne Lamia e del cìbrido di John Keats), di Endymion e dell'androide A. Bettik che li accompagna si sviluppano di pianeta in pianeta (Vettore Rinascimento, Mare Infinitum, Hebron, Sol Draconis Septem, Qom-Riyadh, Bosco Divino, fino alla destinazione finale, un pianeta creduto morto ma in realtà spostato nella Piccola Nube di Magellano) e segnano non solo un'esplorazione di un universo di pianeti, tecnologie e meraviglie della natura, ma anche la tessitura di una serie di legami empatici fra creature di tipo, cultura e razza diversissimi. 
Queste si intrecciano con le vicende dello Shrike, il semidio meccanico (questa volta riprogrammato per difendere l'umanità) e con quelle della spietata androide Rhadamanth Nemes (mandata dalle IA del TecnoNucleo che tramano contro l'uomo), i quali si troveranno a combattere l'uno di fronte all'altra per Aenea.
In parallelo si sviluppano molte altre storie, come quella del padre capitano Federico De Soya, piene degli elementi classici dei romanzi di fantascienza quali astronavi, battaglie, balzi spazio-temporali ma anche di riflessioni sul significato della fede, dell'obbedienza e delle implicazioni di una ipotetica resurrezione della carne.

## Temi
I temi trattati sono molti e affrontati a vari livelli con una tecnica simile a quella resa celebre da Dante nella Divina Commedia. Il viaggio, tipico del romanzo di formazione, ma anche il dualismo spirito-materia l'evoluzione degli esseri e delle loro forme di coscienza e pensiero. Molti di questi vengono qui parzialmente introdotti per essere sviluppati appieno solo nel successivo Il risveglio di Endymion.

## Personaggi
AeneaÈ la protagonista del romanzo e del suo seguito. È la figlia dodicenne di Brawne Lamia e del cìbrido John Keats, e nipote adottiva di Martin Sileno, tre dei personaggi principali dei romanzi che compongono i Canti di Hyperion. Ricopre il ruolo di un moderno messia il cui compito è salvare l'umanità dalle mire fatali del TecnoNucleo, intelligenze artificiali create dagli uomini, e della Chiesa, devota al crucimorfo creato e modificato dal TecnoNucleo per permettere una resurrezione del corpo umano dopo la morte.
Raul EndymionCo-protagonista e narratore. Ex appartenente alla Guardia Nazionale di Hyperion, si riciclò come guida per ricchi cacciatori: durante una battuta venatoria, uccise per legittima difesa un cacciatore e venne condannato a morte. Il romanzo sono le sue memorie scritte nella sua prigione che orbita attorno al pianeta Armaghast (i motivi della sua prigionia verranno svelati nel romanzo successivo).
Federico De SoyaSacerdote e capitano della Pax, è incaricato dal Papa di catturare Aenea.
Martin SilenoUno dei sette pellegrini, ha quasi mille anni.
A. BettikAndroide già comparso nel primo romanzo. Accompagna Raul e Aenea.
Giulio XIV / Lenar HoytEx pellegrino divenuto pontefice dopo Paul Duré, con cui condivide il corpo (quando muore uno, il crucimorfo fa resuscitare l'altro).
Padre GlaucoAnziano sacerdote esiliato sul pianeta ghiacciato Sol Draconis Septem. Ospiterà il gruppo di Aenea per un periodo di tempo.
Rhadamanth NemesAndroide creata dalle IA e incaricata dal papa di uccidere Aenea. Possiede una tuta a sfasamento spaziotemporale (come quella che usò il colonnello Kassad nel primo romanzo) che le consente di combattere ad armi pari con lo Shrike.
I ChitchatukUmani indigeni del pianeta Sol Draconis Septem regrediti allo stato primitivo. Vivono nelle caverne ghiacciate del pianeta, unico posto dove c'è aria respirabile. Si mostreranno amichevoli col gruppo di Aenea e li condurranno da padre Glauco.

## Accoglienza
Il romanzo ha ricevuto recensioni moderatamente positive. Kirkus Reviews lo ha elogiato per le idee e i personaggi ma ne ha criticato la trama eccessivamente corposa. Altri recensori hanno apprezzato la descrizione dettagliata dei pianeti e della tecnologia. Il libro ha ricevuto una candidatura come miglior romanzo per il Locus Award 1997.

## Edizioni
- Dan Simmons, Endymion, 1995.
- Dan Simmons, Endymion, traduzione di G.L. Staffilano, collana Oscar Mondadori, Arnoldo Mondadori Editore, 2000,  p. 560, ISBN 88-04-48304-0.